# Йоель Армія
Йоель Армія (фін. Joel Armia; 31 травня 1993, Порі, Фінляндія) — фінський хокеїст, нападник, виступає за клуб «Монреаль Канадієнс» (НХЛ).

## Ігрова кар'єра
Йоель вихованець клубу «Ессят», саме тут він почав свою кар'єру у команді U16, у складі першої команди дебютував у сезоні 2010/11. У своєму дебютному році він забив 20 голів в 53 матчах та зробив одинадцять результативних передач. У Драфті НХЛ 2011 року був обраний під шістнадцятим номером командою «Баффало Сейбрс». Став чемпіоном Фінляндії у складі «Ессят» 2013 року.
З сезону 2013/14 виступає у складі фарм-клубу «Баффало» «Рочестер Американс», був серед учасників Кубка Шпенглера 2013 року. У сезоні 2013/14, дебютував у НХЛ, після чого знову виступає за «Рочестер Американс» (АХЛ) провів 92 матчі.
У сезоні 2015/16 виступав за «Вінніпег Джетс».
30 червня 2018 року «Джетс» обміняв Армію та голкіпера Стіва Мейсона на гравця «Монреаль Канадієнс». 13 липня 2018 року Йоель підписав однорічний контракт з «Канадієнс». У грудні 2018 року повідомлялося, ЦСКА (Москва) викупив права на фіна у «Сєвєрсталі», незважаючи на те, що він є активним гравцем НХЛ. 1 березня Йоель оформив свій перший хет-трик у кар'єрі в НХЛ, в переможній грі 4–2 проти «Нью-Йорк Рейнджерс».
11 липня 2019 року Йоель уклав дворічну угоду з «канадцями».
27 липня 2021 року він підписав чотирирічний контракт із командою.
Перед початком сезону 2023–24 «Монреаль Канадієнс» відправив гравця до фарм-клубу «Лаваль Рокет».
16 січня 2025 року Армія закинув 100-й гол у кар’єрі в НХЛ у переможній грі 3–1 над «Даллас Старс». 21 січня фін зробив і 100-у результативну передачу.

## Виступи за збірні
Брав участь у складі юніорської збірної на чемпіонату світу 2011 року (був визнаний тренерським складом як один з трьох найкращих гравців у складі збірної) та у складі молодіжної збірної у чемпіонатах світу серед молоді 2011, 2012 та 2013 років.

## Нагороди та досягнення
- Чемпіон Фінляндії у складі «Ессят» — 2013.